# Charles-Joseph Pletinckx
Charles-Joseph Pierre Pletinckx (Bruxelles, 20 février 1797 – Middelkerke, 15 août 1877) était un révolutionnaire et un général belge. Il est notamment connu pour avoir commandé les forces mobiles belges (milice bruxelloise) pendant les journées de septembre 1830.

## Biographie
Charles-Joseph Pletinckx est né de Louis Pletinckx et de Marie Evers, son épouse. Il est le neveu et le fils adoptif du général d'empire et baron Charles-Joseph Evers.
Après avoir servi dans l'armée brabançonne, Louis Pletinckx ouvre un café avec Marie Evers chaussée d'Anderlecht à Bruxelles. Leurs fils Pierre et Charles sont captivés par les histoires de leur oncle Charles Joseph Evers, devenu lieutenant général et baron de l'Empire sous Napoléon Bonaparte. Deux autres oncles de Charles-Joseph meurent pendant les guerres napoléoniennes : Pierre Evers, le frère aîné, meurt à Hambourg et Napoléon Evers à Samarang.

### Au service duRoyaume uni des Pays-Bas
En mars 1814, Pletinckx s'engage dans l'armée néerlandaise, à l'âge de dix-sept ans. Il est cadet au 8e régiment de hussards et participe comme maréchal des logis à la bataille de Waterloo, au cours de laquelle il se distingue en capturant une pièce d'artillerie. Il est décoré de la croix militaire de Guillaume Ier. 
En 1819, il est promu sous-lieutenant chez les cuirassiers d'Utrecht. Là, il devient aide de camp du général Jozef van Geen, originaire de Gand. Il suit Van Geen dans l'armée royale néerlandaise des Indes orientales dans le contexte des révoltes et en devint l'officier d'ordonnance auprès des hussards à Java en 1820. En 1824, il retourne aux Pays-Bas pour rejoindre le 6e régiment de hussard. Froidement accueilli par son colonel, il obtient une audience de Guillaume Ier auprès de qui il se plaint des discriminations à l'encontre des officiers d'origine belge, sans succès. Frustré et souffrant, il demande et obtient sa retraite en avril 1827. Il épousa Marie Janssens de Tienen, avec qui il eut un fils et une fille. Ils exploitent l'Hôtel de la Paix dans la rue de Bavière (aujourd'hui : rue de Dinant), à Bruxelles. Cet hôtel deviendra le point de ralliement des délégués radicaux et liégeois pendant la Révolution.

### Révolution belge
En 1830, Pletinckx, trente-trois ans, participe à la Révolution belge. Après l'attaque de quatre usines textiles le 26 août, il exhorte, avec plusieurs autres, le gouverneur Van der Fosse à rétablir la Garde civile bruxelloise. Il fut rapidement nommé commandant en second, sous Emmanuel van der Linden d'Hooghvorst. Avec son ami Joseph Fleury-Duray et beaucoup de tambours, Pletinckx recrute des hommes sur l'uniforme desquels figure le drapeau tricolore. Cela suggère qu'ils mettaient en œuvre un plan visant à créer une milice pré-révolutionnaire sous prétexte de sécurité. Lors de la visite du prince d'Orange le 1er septembre, la Garde civile a refusé l'entrée d'un camion de munitions. Ensuite, Pletinckx reconduisit le prince reçu froidement à Vilvorde. 
Le 14 septembre, un banquet patriotique réunissant 150 personnes a lieu à l'Hôtel de la Paix, présidé par Charles Rogier. Rogier y appelle au combat "les armes à la main". Deux jours plus tard, Rogier et Ducpétiaux fondent le la Réunion centrale, club destiné à soutenir et à précipiter le mouvement révolutionnaire à Bruxelles, que Pletinckx rejoint aussitôt. Ce club contrôlera les événements révolutionnaires à Bruxelles, à la suite de l'abolition de la Commission de surêté. Les débats et rencontres ont lieu dans la Salle des Beaux-arts de l'Hôtel de la Paix. 
Alors que la lutte armée était sur le point d'éclater, les chefs rebelles estimèrent qu'ils n'avaient aucune chance face à l'armée forte de 15 000 hommes du prince Frédéric et cherchèrent refuge. Fort de son expérience militaire et de son ambition, Pletinckx se fait remarquer dès le 19 septembre. Avec le médecin-aventurier français Ernest Grégoire, il dresse des barricades, sélectionne des positions, installe l'artillerie et aménage des postes de soins.
Les 22 et 23 septembre, Pletinckx est quasiment continuellement au combat, sabre à la main. Il joue alors un rôle déterminant dans la défense de Bruxelles : il fait brûler ou couper les ponts sur la Senne, arme et place des hommes autour de la ville et  Lorsque Charles Rogier apprit que les révolutionnaires résistaient autour du parc de Bruxelles pendant ces sanglantes journées de septembre, il revint aussitôt avec l'officier espagnol Juan Van Halen, désormais responsable des opérations militaires. Pletinckx devient son chef de cabinet. Le 25 septembre, il dirigea la troisième colonne qui attaqua les troupes dans le parc le long de la rue de Louvain. Le soir, il alla donner une réponse à une proposition de l'ennemi, qui le fit aussitôt emprisonner, afin qu'il ne connaisse pas le lendemain le retrait de l'armée royale. Il est initialement détenu en face de la Porte de Louvain puis transféré via Schaerbeek et Vilvorde dans une cellule à Anvers, où il a été rejoint par Edouard Ducpétiaux, également arrêté. En conséquence, il ne peut pas faire partie du gouvernement provisoire, formé au cours de cette période. Le 14 octobre, il est libéré lors d'un échange de prisonniers ordonné par le prince Guillaume, qui aspirait au trône de Belgique. 

### Campagne des Dix-Jours
Après l'indépendance, Pletinckx s'engage dans l'armée belge. Colonel du premier régiment de lanciers, il sert l'année suivante dans l'armée de l'Escaut sous les ordres du général Marneffe. À sa demande, dix-sept officiers sont traduits devant la cour martiale d'Anvers pour avoir fomenté un complot orangiste, sous la conduite du général Jacques Van der Smissen. Bien que les événements entourant le général Van der Smissen aient montré que la menace d'un coup d'État était réelle, les prévenus sont acquittés, ce qui plaça Pletinckx dans une position délicate. Lors de la Campagne des Dix Jours, il n'a pas reçu l'autorisation de Boutersem de Marneffe pour une manœuvre qui, selon lui, lui aurait apporté la gloire. Amer, il démissionne.

### Carrière ultérieure
Il devient commandant de la citadelle de Namur (1831-1841) puis est en poste en Flandre occidentale, où il réprime les émeutes de la faim à Bruges en 1847. En 1857, Charles de Brouckère nomme Pletinckx pour succéder à Charles Petithan à la tête de la garde civile bruxelloise. Il est alors fait lieutenant général. Lors de la guerre franco-prussienne de 1870, Pletinckx, en tant que vice-président de la Croix-Rouge belge, fournit l'ambulance à Sedan. Cela lui a valu la gratitude des deux camps.
À la suite de la défaite des soldats de la Légion belge pendant l'expédition du Mexique, Pletinckx organise une souscription nationale pour leur rendre hommage et fait édifier le Monument de Tacámbaro, à Audernarde. Il meurt le 15 août 1877 à Middelkerke. Peu après sa mort, ses mémoires sont publiés

## Hommage
Pletinckx a donné son nom à une des rues du centre-ville de Bruxelles, reliant les Halles Saint-Géry à la place du Jardin aux Fleurs, construite entre 1877 et la fin des années 1880.

## Publications
- Appel à l'opinion, 1831, 37 p.
- Souvenirs révolutionnaires, 1857

## Sources
- [Rastout de Mougeot], Notice biographique sur le Lieutenant-Général Pletinckx, Bruxelles, Guyot, 1873, 208 p.
- Ernest Closson, « Pletinckx (Charles-Joseph-Pierre) », dans : Biographie Nationale, vol. XVII, 1903, col. 810-815
- Camille Buffin, Mémoires et documents inédits sur la Révolution belge et la campagne de Dix-Jours (1830-1831), vol. I, 1912 (biographie et mémoires)